# Philosepedon baguioensis
Philosepedon baguioensis är en tvåvingeart som först beskrevs av Rosario 1936.  Philosepedon baguioensis ingår i släktet Philosepedon och familjen fjärilsmyggor.
Artens utbredningsområde är Filippinerna. Inga underarter finns listade i Catalogue of Life.